# (9659) 1996 EJ
A (9659) 1996 EJ a Naprendszer kisbolygóövében található aszteroida. Ueda Szeidzsi és Kaneda Hirosi fedezte fel 1996. március 10-én.